# Palazzo Benzoni-Frecavalli
L'ex palazzo Benzoni-Frecavalli è una dimora storica di Crema, destinata in passato a vari usi, tra i quali un ospedale e gli uffici giudiziari. Attualmente è sede della biblioteca comunale Clara Gallini.

## Storia

### Tra XVII e XVIII secolo
La famiglia Benzoni è stata una tra le più antiche e influenti di Crema, ben prima, probabilmente, di quel Benzone Benzoni podestà di Crema nel 1102. Possedevano proprietà nell'area nord-est della città murata, avendo il patronato sulla chiesa di San Michele che sorgeva pressappoco ove poi fu costruita la chiesa di San Francesco (ora demolita); nel XVI secolo vivevano secondo atti d'archivio nelle vicinanze di Porta Pianengo mentre è citata una dimora nella vicinia di San Michele nel 1471 che corrispondeva genericamente all'area compresa tra le via Civerchi e Ponte della Crema. In un atto testamentario del 1581 di Giulio Benzoni si cita apertamente il Contrada dei Civerchi.
Da Giulio discendeva Muzio, e da questi il conte Roberto che nella prima metà del XVII secolo fece riassettare l'edificio: una lapide infissa in una semicolonna interna riporta la data «LULIO 1627» e le lettere C R B disposte attorno allo stemma familiare.

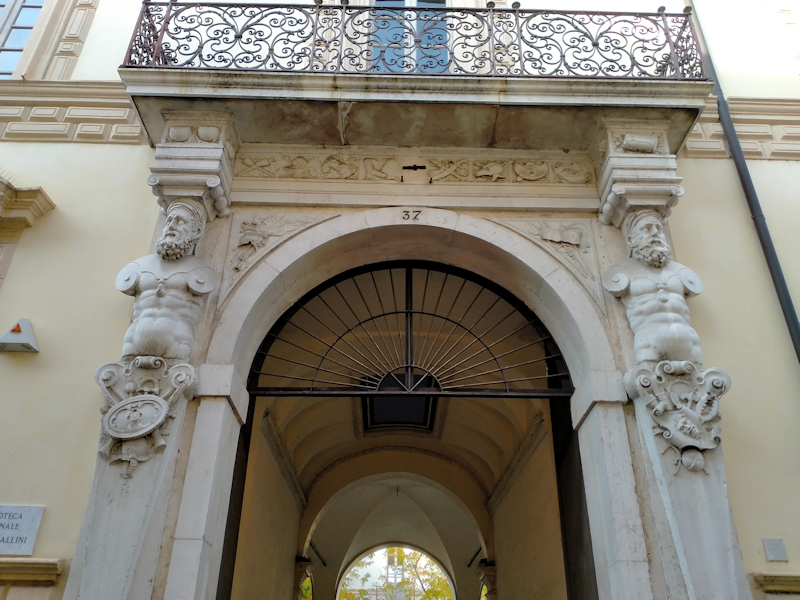
Il portale

Il ramo si estinse nel 1661 e la dimora passò a Nicola, cugino di Giulio. Il solenne portale fu aggiunto nella seconda metà del secolo da Giovanni Andrea (figlio di Nicola): era stato commissionato dal generale Antonio Maria Tensini per la sua villa di Santa Maria della Croce, ma morendo assassinato il 12 agosto 1638 il progetto fu accantonato e il portale fu successivamente venduto.
Di erede in erede il palazzo alla fine del XVII secolo era proprietà di Luigi Benzoni il quale, morendo all'età di 76 anni nel 1795 senza figli, lasciò il palazzo ai nipoti Maurizio e Venceslao Frecavalli, oltre a cospicue donazioni all'Ospedale degli infermi e al Pio Luogo delle Donne Ritirate.

### Tra XIX e XXI secolo
A partire dai primi decenni del XIX secolo inizia una lunga e complessa serie di cambi d'uso.
Fino al 1819 fu abitato da famiglie terze, quindi per un breve periodo – dal 1821 al 1823 – vi fu trasferita la scuola ginnasiale. Vi abitarono ancora delle famiglie private fino al 1832, anno in cui Erminia Frecavalli vendeva il complesso all'Ospedale degli Esposti e dei Mendicanti la cui amministrazione era alla ricerca di più ampi spazi, al costo di 25.000 lire austriache.
L'Ospedale vi rimase fino al 1929, anno in cui ne fu deciso il trasferimento in via Teresine nei locali lasciati liberi dall'ex manicomio "dei pazzi tranquilli".
Tra il 1933 e il 1939 vi ospitò per la prima volta la biblioteca, mentre dal 1936 fino al mese di marzo 1945 vi ebbe sede la sezione locale del Partito nazionale fascista. Tra il 1943 e il 1945 vi stazionarono le formazioni armate delle Brigate nere della Repubblica Sociale Italiana, quindi divenne sede locale dei partiti comunista e socialista e vi abitarono alcune famiglie private.
Il palazzo, ancora di proprietà degli "Istituti ospitalieri", amministratori dell'Ospedale degli Esposti, fu venduto al Comune di Crema il 2 maggio 1949 al costo di 9 500 000 di lire. Nel frattempo, già da un anno vi era stato trasferito il tribunale che vi rimase fino al 1992, anno in cui fu traslocato in un più funzionale edificio periferico.
Nuovo cambio di destinazione: dal 1992 al 1998 fu sede della Polizia locale e della sezione locale della Croce Rossa Italiana, successivamente spostate in via Macello.
Dopo un complesso restauro, dal 2002 è ritornato a essere sede della Biblioteca comunale.

## Caratteristiche

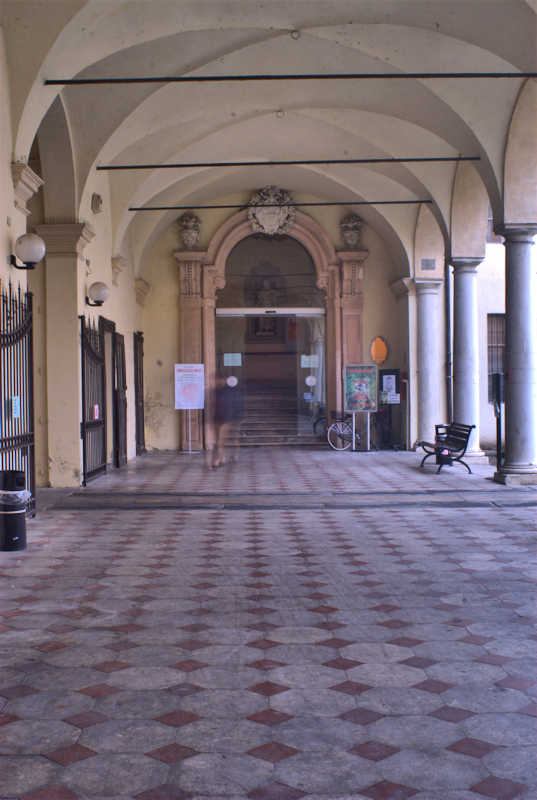
Il portico

La fronte principale si colloca in via Civerchi ma esisteva un ingresso secondario posteriore su via Riva Fredda, ora murato.
È formato da un cortile quadrangolare ora adibito a giardino sul quale si affaccia a sinistra un portale tamponato, indizio di una proprietà più estesa dell'attuale.
Due fasce a bugnato dividono orizzontalmente la facciata in tre settori sulle quali si "appoggiano" le finestre. Anche le aperture sono incorniciate a bugnato: quelle inferiori hanno architravi sorretti da mensole e timpani mistilinei; gli architravi del piano superiore sono privi di mensole e i timpani alternano forme triangolari e semicircolari. 

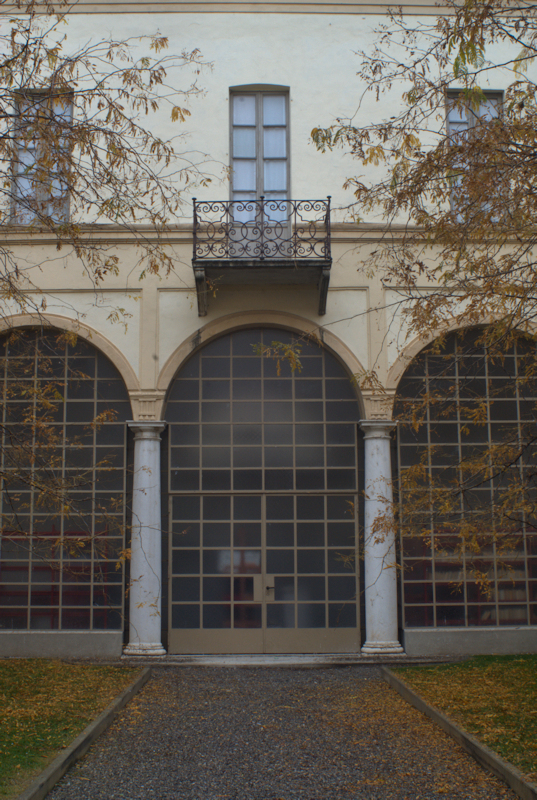
L'ala settentrionale

La decorazione del cornicione è composta da triglifi e metope, sovrastato da una cornice a dentelli; particolare raro in Alta Italia: sulle metope è stato inciso il monogramma di Gesù I.H.S., più diffuso nell'Italia centrale nelle regioni appartenenti all'ex Stato pontificio.
Il portale è imponente, composto da due telamoni sorreggenti un capitello cubico e listelli paralleli in rilievo che sorreggono il balcone. Molto elaborata la ringhiera in ferro battuto.

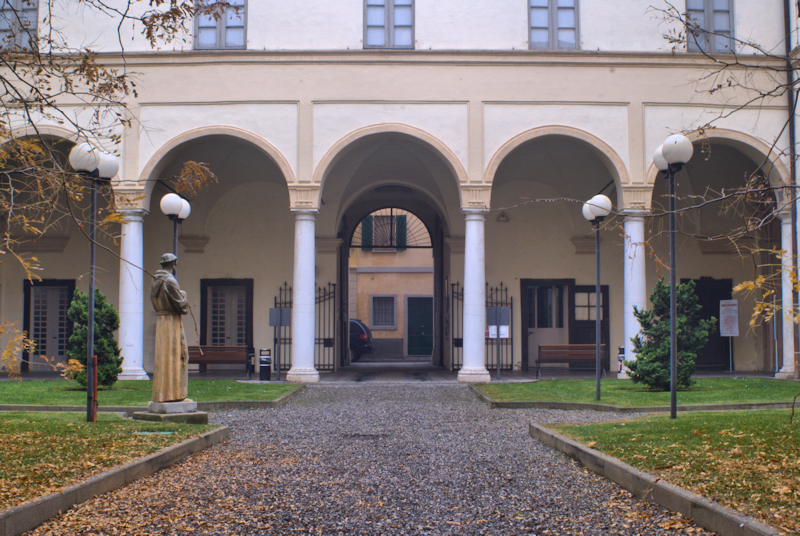
L'ala meridionale

Superato il portale si giunge nel portico con due portali alle estremità dotati dello stemma Benzoni. Quello di sinistra immette allo scalone sul quale si aprono nicchie con statue allegoriche in gesso opera di Gerolamo Aliprandi a mostrare le virtù della casata Benzoni: la Concordia, l'Economia, la Prudenza, la Fedeltà fino alla Temperenza collocata in cima allo scalone.
I piani nobili subirono non poche manomissioni all'epoca in cui l'edificio fu adibito a ospedale, ma sopravvivono sale ancora riccamente decorate, soffitti a cassettoni, sovrapporte con amorini in stucco, soggetti mitologici, figure allegoriche, raffigurazioni di medaglie romane. Una stanza, ex alcova, conserva un affresco sulla volta raffigurante Diana ed Endimione, un'altra stanza riporta Il Tempo che scopre la Bellezza.
Di gusto misto tra Seicento e Settecentesco. gli affreschi di tre stanze del lato orientale:  Il Trionfo di Diana, il Trionfo di Venere e la Primavera, tutti circondati da volute, nastri, festoni, quadrature.

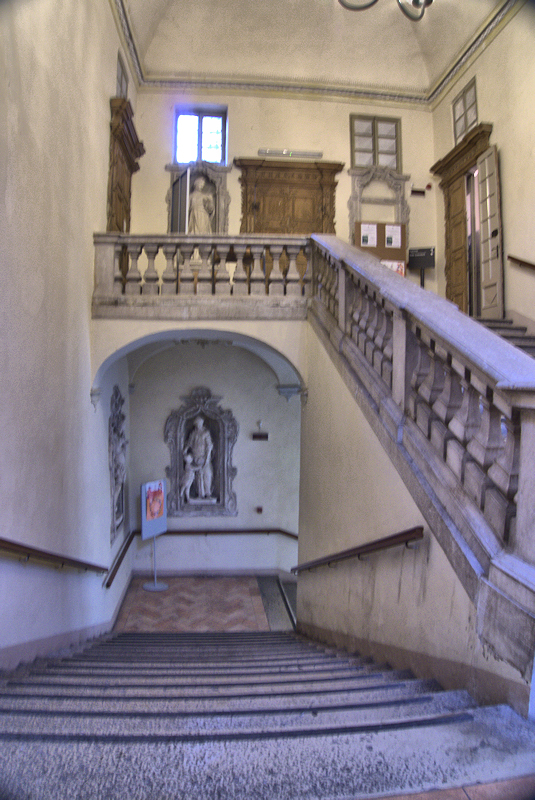
Lo scalone d'onore

Una sessantina di antiche formelle risalenti al XV e XVI secolo, sono ora conservate nel Museo civico di Crema e del Cremasco.